# Saíde ibne Sultão
Saíde ibne Sultão (em árabe: سعيد بن سلطان; romaniz.: Sa‘id bin Sulṭān) (5 de junho de 1797 - 19 de outubro de 1856) foi um sultão de Omã, entre 8 de novembro de 1804 e 4 de junho de 1856.